# Tehom

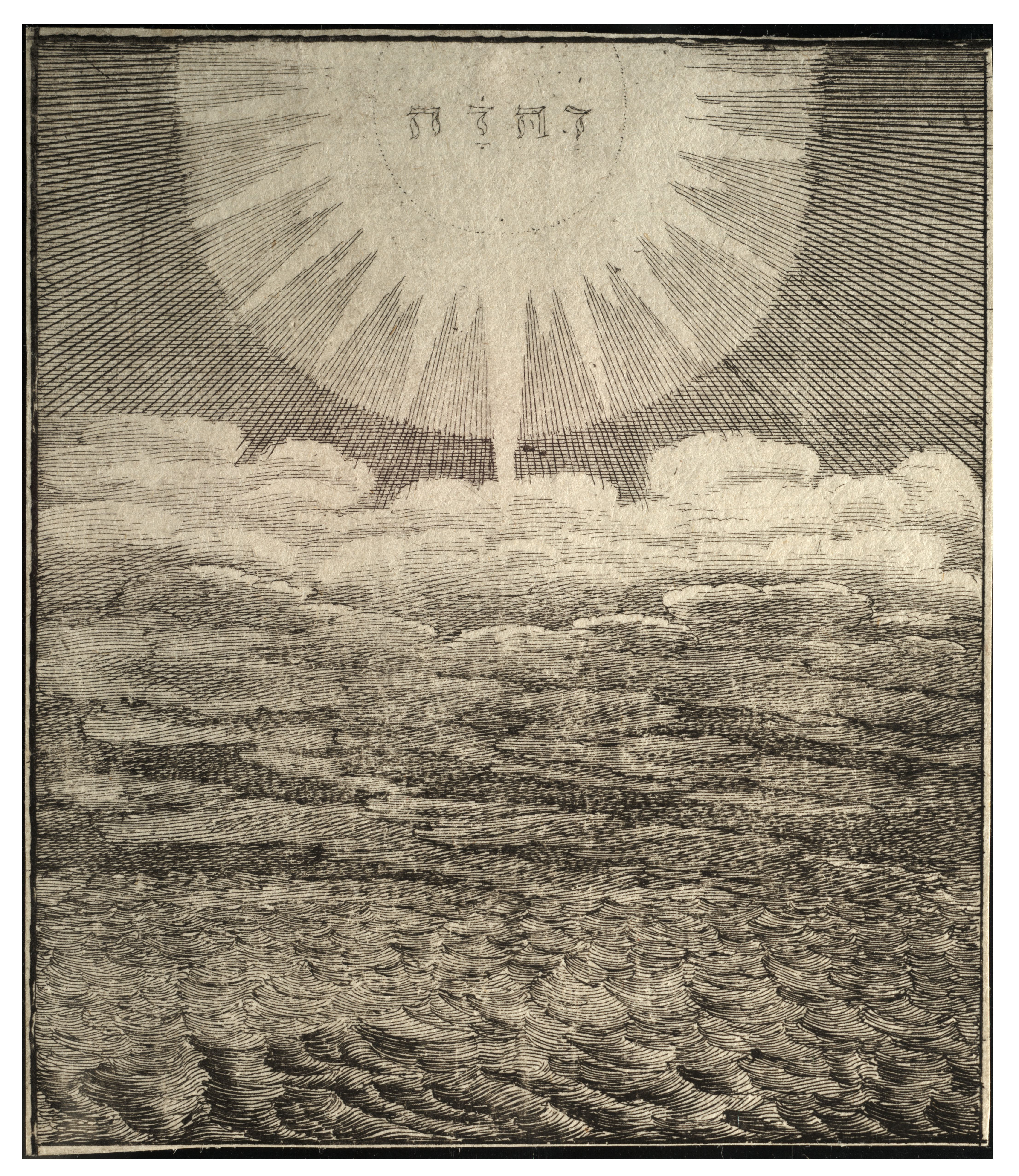
Grabado de Wenceslas Hollar ilustrando el espíritu de Dios sobre las aguas profundas del Abismo.

Tehom (en hebreo: תְּהוֹם), literalmente el Abismo (en Septuaginta griega: ábyssos), se refiere al Gran Abismo de las aguas primordiales de la creación en la Biblia. Tehom es un cognado de la palabra acadia tamtu y el ugarítico t-hm, que tienen un significado similar. Como tal, se equiparó con la palabra sumeria anterior Tiamat. En árabe moderno, Tihamah se refiere a una llanura costera del Mar Rojo.

## Generalidades
Tehom se menciona por primera vez en Génesis 1:2, donde se traduce como «abismo»:
Y la tierra estaba desordenada y vacía, y las tinieblas estaban sobre la faz del abismo, y el Espíritu de Dios se movía sobre la faz de las aguas.
–Versión Reina-Valera 1960
Fue desde aquí que las aguas del diluvio de Noé tuvieron su origen, el lugar donde Dios alejó temporalmente el mar Rojo cuando los israelitas lo cruzaron antes de destruir el ejército egipcio que los perseguía, y el lugar que Dios secará para que los justos caminen hacia su redención al final de los días (Isaías 11:15).
Los gnósticos usaron este texto para proponer que el dios creador original, llamado «Pléroma» o «Bythós» (del griego, que significa «Profundo») preexistió a Elohim, y dio lugar a tales divinidades y espíritus posteriores por medio de emanaciones, progresivamente más distantes y eliminados de la forma original.
Tehom también se menciona como la primera de las siete «habitaciones infernales» que corresponden a las diez Qliphoth (literalmente «cáscaras») de la tradición cabalista judía, a menudo en lugar del Sheol.
El asiriólogo Heinrich Zimmern escribe en su estudio comparativo de los mitos de la creación babilónica y hebrea:
Según ambas tradiciones antes de la creación, todo era agua. El abismo se personifica como un monstruo terrible, que en la versión babilónica lleva el nombre de «Tihamat», que corresponde al hebreo «Tehom», utilizado como expresión técnica para el océano primitivo. La palabra hebrea se emplea sin el artículo, como un nombre propio, lo que indica que en la tradición israelita también representaba originalmente un ser mitológico.
Robert R. Stieglitz declaró que los textos eblaíticos demuestran la equivalencia de la diosa Berouth en la mitología de Sanjuniatón con el ugarítico thmt y el acadio Tiâmat, a través del nombre bʾrôt («fuentes»).